# Invasion 14

Invasion 14 est un roman de Maxence Van der Meersch, publié en 1935, qui a manqué d'une voix le prix Goncourt de 1935. Son auteur remportera ce prix en 1936 avec son roman suivant, L'Empreinte du dieu.

## Résumé
Comme son titre le suggère, le roman retrace les années d'occupation allemande dans le Nord de la France pendant la Première Guerre mondiale. C'est une fresque aux personnages multiples qui s'inspire de témoignages, d'anecdotes et de faits réels recueillis par l'écrivain au cours de cette période.